# Наймишаранья
Наймишара́нья (санскр. नैमिषारण्य, IAST: Naimiṣāraṇya «лес Наймиша») — лес, упоминаемый в древнеиндийском эпосе «Махабхарате» и пуранах. Расположен на берегах реки Гомати в округе Ситапур индийского штата Уттар-Прадеш и является местом паломничества для индуистов. В древности лес Наймиша располагался на границе царств Панчала и Кошала. В начале Кали-юги ради проведения яджны в Наймишаранье собралась группа риши под предводительством Шаунаки. На этом собрании Уграшравас (также известный под именем Сута) поведал «Махабхарату», «Бхагавата-пурану» и некоторые другие пураны.
Описывается, что после Битвы на Курукшетре мудрецы были крайне обеспокоены грядущим началом Кали-юги. Тогда, во главе с Шаунакой, они обратились за советом к Брахме, попросив его указать им место, свободное от влияния Кали-юги. В ответ Брахма послал на землю свою чакру, заверив риши, что они смогут остаться в безопасности в том месте, на котором она остановится. Этим местом становится лес Наймиша, который риши выбирают своей резиденцией.